# Vladislav Lukanin
Vladislav Valer'evič Lukanin (in russo Владислав Валерьевич Луканин?; Soči, 28 ottobre 1984) è un ex sollevatore russo che ha gareggiato nelle categorie dei pesi piuma (fino a 62 kg.), dei pesi leggeri (fino a 69 kg.) e dei pesi medi (fino a 77 kg.).

## Carriera
Dopo aver ottenuto risultati importanti tra gli juniores, Lukanin ha esordito tra i senior ai Campionati mondiali di Antalya 2001 nella categoria dei pesi piuma, terminando al 7º posto finale con 295 kg. nel totale.
Successivamente è passato alla categoria superiore dei pesi leggeri e nel 2003 si è piazzato al 2º posto ai Campionati mondiali di Vancouver con 340 kg. nel totale, ma è stato squalificato per positività al doping e tolto dalla classifica, con divieto di gareggiare per due anni.
Nel 2006 è passato alla categoria superiore dei pesi medi ed ha vinto la medaglia d'argento ai Campionati europei di Władysławowo con 352 kg. nel totale. Lo stesso anno si è piazzato al 4º posto ai Campionati mondiali di Santo Domingo con 350 kg. nel totale.
L'anno seguente è ritornato alla categoria dei pesi leggeri, ottenendo la medaglia di bronzo ai Campionati europei di Strasburgo con 322 kg. nel totale.
Nel 2009 ha vinto un'altra medaglia di bronzo ai Campionati europei di Bucarest con 330 kg. nel totale.
Due anni dopo ha realizzato il più grande successo della sua carriera, vincendo la medaglia d'oro ai Campionati europei di Kazan' con 332 kg. nel totale, battendo il rumeno Răzvan Martin (331 kg.) e l'albanese Daniel Godelli (321 kg.).
Poco dopo il suo titolo europeo, Lukanin è stato trovato nuovamente positivo al doping e squalificato per altri due anni.